# Høllingers Bro
Høllingers Bro er en hvidmalet gangbro af træ fra 1943, som fører over Køge Å ved Åvænget i Køge.
Anlæggelsen af gangbroen blev endelig vedtaget af byrådet i 1942 i forbindelse med en større kloakering, hvor man blandt andet skulle have en kloakledning mellem Køge og Sønderkøge. Man besluttede at føre den over åen, da statsbanerne nægtede at lade den føre langs med jernbanebroen. Når man skulle føre den over åen kunne man ligeså godt lægge en plankebro over kloakrøret. Byrådsmedlem Johannes Høllinger var stærkt medvirkende til, at gangbroen anlægges, og den fik selvfølgelig i folkemunde navnet “Høllingers Bro”. Men faktisk blev det vedtaget ved et byrådsmøde i august 1944, at broen skulle have navnet “Åvængebroen”, men det vandt aldrig indpas.
I 2013 blev to fjernvarmerør placeret under broen som en del af hovedledningen, der skal helt ud til Herfølge.
Broen blev brugt under indspilningerne af tv-serien Matador i enkelte scener.
55°27′10″N 12°11′02″Ø / 55.45289°N 12.18398°Ø